# Gare de Cornavin
Gare de Cornavin – największy dworzec kolejowy Genewy, znajdująca się w centrum miasta. Z dworca odjeżdża i przyjeżdża około 230 pociągów dziennie (40 000 pasażerów).